# Fatma Samoura
Pour les articles homonymes, voir Samoura.
Fatma Samba Diouf Samoura, née le 9 septembre 1962 (au Sénégal), est une personnalité sénégalaise. Coordinatrice humanitaire de l'ONU au Nigeria, elle est nommée secrétaire générale de la FIFA lors du 66e congrès de la FIFA en 2016.

## Biographie
Née le 9 septembre 1962 au Sénégal, Fatma Samoura parle français, italien, anglais et espagnol, et est diplômée d'un master d'espagnol-anglais et gestion à l'université de Lyon.
À l'âge de 21 ans, elle entre à l'ONU et occupe différents postes dans l'organisation. Elle fait notamment partie du programme alimentaire de l'ONU de Rome en 1995 en tant que responsable logistique. Coordinatrice humanitaire à l'ONU, elle a des responsabilités dans plusieurs pays comme Djibouti, Cameroun, Tchad, Guinée, Madagascar et Nigeria. Elle prend part, par exemple, au programme de développement au Nigéria.
Le 13 mai 2016, alors qu'elle n'a pas d'expérience concernant le sport ou encore les droits de télévision ou le sponsoring, Fatma Samoura est désignée secrétaire générale de la FIFA lors du 66e congrès de la fédération, au Mexique. Elle devient la première femme à occuper ce poste. Elle succède au français Jérôme Valcke, démis de ses fonctions et suspendu 12 ans par la FIFA après une affaire de corruption lors de la Coupe du monde de football 2014.
En 2018, elle est listée parmi les 100 Women de la BBC et est classée à la 35e place du classement des 50 Africains les plus influents de l'année 2018 selon le magazine Jeune Afrique. En juin 2019, elle est nommée déléguée générale de la FIFA pour l’Afrique, chargée, pendant au moins six mois, de remettre de l’ordre dans la Confédération africaine de football, basée au Caire, tout en conservant son poste de secrétaire générale de la FIFA. Cette nomination surprend et donne lieu à différentes interprétations. Pour certains, l'objectif est pour le président « d'avoir les mains libres », « « d’exfiltrer par le haut Mme Samoura », de plus en plus isolée depuis qu’elle a été critiquée dans un rapport interne et confidentiel réalisé, en 2018, par un proche conseiller du président de la FIFA », tandis que d'autres connaisseurs de la FIFA soulignent que c'est un moyen prendre le contrôle la CAF, tout en gardant officiellement à sa tête le président Ahmad Ahmad que Gianni Infantino avait soutenu avant ses problèmes judiciaires.
En 2023, elle décide de quitter le poste de secrétaire général à la fin de l'année.
En 2024, elle fait partie du jury de la première édition des Awards de la Jeunesse Africaine (créés par Diara Ndiaye) au côté de Christophe Guilhou, Stanislas Zeze-Bayard, Will Mbiakop et Nabou Fall.

## Vie privée
Fatma Samoura est mariée et a trois enfants.